# 親指トムのブルースのように
「親指トムのブルースのように」（おやゆびトムのブルースのように、原題： Just Like Tom Thumb's Blues）は、ボブ・ディランの楽曲。『追憶のハイウェイ 61』（1965年）に収録。

## 概要
1965年8月2日、ニューヨークのコロムビア・レコーディング・スタジオにて録音。プロデューサーはボブ・ジョンストン。演奏者はマイク・ブルームフィールド（ギター）、ポール・グリフィン（ピアノ）、ボビー・グレッグ（ドラムズ）、ハーヴェイ・ブルックス（ベース）、アル・クーパー（エレクトリックピアノ）。
アルバム『追憶のハイウェイ 61』に収録されたのち、1966年6月10日発売のシングル「アイ・ウォント・ユー」B面にライブ・バージョンが収録される。
主な別バージョンは以下のとおり。
- 1965年8月2日録音のテイク5。『ノー・ディレクション・ホーム：ザ・サウンドトラック（第7集）』（2005年）に収録。
- 1965年8月2日録音のテイク3（リハーサル）。『The Bootleg Series Vol. 12: The Cutting Edge 1965–1966』に収録。
- 1965年9月3日、ロサンゼルスで行われたライブ・バージョン。『BOB DYLAN – 50th ANNIVERSARY COLLECTION: 1965, Shop Bob Dylan Support』（2015年）のダウンロード・ファイルとして配信された。演奏者はロビー・ロバートソン（ギター）、アル・クーパー（オルガン）、ハーヴェイ・ブルックス（ベース）、リヴォン・ヘルム（ドラムズ）[2]。
- 1966年5月14日、イギリスのリヴァプールで行われたライブ・バージョン。前述のシングル「アイ・ウォント・ユー」のB面に収録されたほか、コンピレーション・アルバム『傑作』（1978年）に収録された。
- 1966年5月17日、イギリスのマンチェスターで行われたライブ・バージョン。『ロイヤル・アルバート・ホール：ブートレッグ・シリーズ第4集』に収録。

タイトルの「Just Like Tom Thumb's Blues」は歌詞には出てこない。「親指トム」とはイギリスの童話とその主人公の名前であるが、ディランの幾人かの伝記作家はアルチュール・ランボーの詩「わが放浪」（Ma Bohème (Fantaisie)）の一節に由来したものと推測している。詩の一節「Petit Poucet rêveur」は一般に英語で「Tom Thumb in a daze」と訳されており、そこからとったのではないかと言われている。

## カバー・バージョン
- バリー・マクガイア - 『This Precious Time』（1966年）に収録。
- ジュディ・コリンズ - 『In My Life』（1966年）に収録。
- ニーナ・シモン - 『トゥ・ラヴ・サムバディ』（1969年）に収録。
- ニール・ヤング - 『30〜トリビュート・コンサート』（1993年）に収録。
- リンダ・ロンシュタット - 『夢見る頃を過ぎても』（1998年）に収録。
- ジュリー・フェリックス - 『Starry Eyed and Laughing... Songs By Bob Dylan』（2002年）に収録。
- ブライアン・フェリー - 『Dylanesque』（2007年）に収録。
- ランブリン・ジャック・エリオット - 『I'm Not There: Original Soundtrack』（2007年）に収録。
- キャット・パワー - 『Cat Power Sings Dylan: The 1966 Royal Albert Hall Concert』（2023年）。2022年11月5日にロイヤル・アルバート・ホールで行われたコンサートの音源[6]。